# Einar Emanuelsson
Lars Einar Robin Emanuelsson, född 3 april 1997 i Kiruna, är en svensk ishockeyforward som spelar för Luleå HF i SHL. 
Han är yngre bror till ishockeyspelaren Petter Emanuelsson.